# Lymphocryptovirus
Die Gattung Lymphocryptovirus bildet eine Untergruppe der Unterfamilie der Gammaherpesviren (Gammaherpesvirinae). Diese wiederum gehören zur Familie der Orthoherpesviren (Orthoherpesviridae).
„Lympho“ bezieht sich auf den Lymphotropismus dieser Virusgruppe. κρύπτω (altgriechisch = verbergen) nimmt Bezug auf die Fähigkeit zur „Latenz“, die allen Herpesviren gemeinsam ist, d. h. diese Viren können lange Zeit scheinbar inaktiv im Organismus überdauern, und dann später wieder „aufleben“.

## Artenliste
Zu den Lymphocryptoviren gehören (Stand März 2019):
- Gattung: Lymphocryptovirus
  - Spezies Lymphocryptovirus callitrichinegamma3 (Callitrichine-Gammaherpesvirus 3, früher Callitrichine gammaherpesvirus 3, ClGHV3), mit
    - Krallenaffen-Herpesvirus 1 (CavlHV-1)

  - Spezies Lymphocryptovirus gorillinegamma1 (früher  Gorilline gammaherpesvirus 1) mit
    - Gorilla- [Gamma-]Herpesvirus, Pongines Herpesvirus 3 (GoHV-1, GoGHV1, alias Pongines Herpesvirus 3, PoHV-3)

  - Spezies Lymphocryptovirus humangamma4 (ehem. Typusspezies) mit
    - Epstein-Barr-Virus (EBV, alias Humanes [Gamma-]Herpesvirus 4, HuGHV4)

  - Spezies Lymphocryptovirus macacinegamma10 (früher Macacine gammaherpesvirus 10) mit
    - Macacine-Gammaherpesvirus 10 (McHV-10, MaGHV10)

  - Spezies Lymphocryptovirus macacinegamma13 mit
    - Macacine-Gammaherpesvirus 13 (MaGHV13)

  - Spezies Lymphocryptovirus macacinegamma4 (früher Cercopithecine gammaherpesvirus 4) mit
    - Cercopithecines Herpesvirus 4 (CeHV-4); Rhesus-Lymphocryptovirus (RLV, alias Macacine-Gammaherpesvirus 4; McHV-4, McGHV4), Cercopithecine herpesvirus 15, Rhesus Epstein Barr virus, infiziert Backentaschenaffen: Makaken

  - Spezies Lymphocryptovirus paninegamma1 (früher Panine gammaherpesvirus 1) mit
    - Schimpansen-Herpesvirus (Panine-Gammaherpesvirus 1,  PnGHV-1, alias Pongines Herpesvirus 1, PnHV-1, PoHV-1, Herpesvirus pan)

  - Spezies Lymphocryptovirus papiinegamma1 (früher Papiine gammaherpesvirus 1) mit
    - Papiine-Gammaherpesvirus 1 (PaHV-1, PaGHV-1) und Cercopithecines Herpesvirus 12 (CeHV-12), infiziert Paviane

  - Spezies Lymphocryptovirus ponginegamma2 (früher Pongine gammaherpesvirus 2) mit
    - Orang-Utan-Herpesvirus ([Gamma-]Pongines Herpesvirus 2, PoHV-2, PoGHV-2)

Früher war man der Meinung, dass Lymphocryptoviren nur bei Altweltaffen (Catarrhini) zu finden seien. Seit der Entdeckung von EBV-ähnlichen Gammaherpesviren auch bei Neuweltaffen (Plathyrrhini) ist diese Ansicht überholt.